# آلبرت گالتین
آلبرت گالتین (به انگلیسی: Albert Gallatin) (۲۹ ژانویه ۱۷۶۱ – ۱۲ اوت ۱۸۴۹) سناتور سابق عضو حزب دموکرات-جمهوری‌خواه بود. وی در سال ۱۷۹۳ تا ۱۷۹۴ میلادی سناتور ایالت پنسیلوانیا در سنای ایالات متحده آمریکا بود.